# Dieter Rübsaamen
Dieter Rübsaamen (* 24. August 1937 in Wiesbaden) ist ein deutscher Maler und Grafiker.

## Leben
Rübsaamen ist in Maxsain im Westerwald aufgewachsen und studierte Jura. Er erhielt seine künstlerischen Prägungen in einem protestantischen Elternhaus. Der Vater, auch malend, brachte ihm von Jugend an das künstlerische Rüstzeug bei. Sein juristisches Studium und Dissertation finanzierte er im Wesentlichen mit dem Verkauf seiner Bilder. So gehört er der besonderen Gruppe der „Künstlerjuristen“ an. Von 1967 bis 2000 arbeitete er hauptberuflich als Verwaltungsjurist in einer Kulturbehörde. Mit dem Jahr 1957 begann seine künstlerische Tätigkeit. Seit 1962 war er auf ca. 100 Ausstellungen im In- und Ausland vertreten. 1990 erhielt er ein Kunststipendium der Stadt Bonn. Seit 1962 über hat er seine Werke in über 100 Ausstellungen im In- und Ausland gezeigt. Die Bundesstadt Bonn ehrte ihn 2008 für sein Lebenswerk mit der Verleihung der August-Macke-Medaille. Sein vorläufiges Werkverzeichnis umfasst über 3000 Werke.
Dieter Rübsaamen lebt in Bonn.

## Werk
Dieter Rübsaamen untersucht in thematischen Werkgruppen die Vielschichtigkeit komplexer Systeme. Mit den Philosophen Ludwig Wittgenstein und Friedrich Nietzsche verweist er auf die Grenzen der Erkenntnis und der Sprache und interpretiert die Erfahrung des Ungewissen als eine Konstante der menschlichen Existenz.
Dieter Rübsaamen arbeitet interdisziplinär und nimmt auch Bezug auf Erkenntnisse der Teilchenphysik, der Hirnforschung und der Literatur. Dem Künstler geht es um die Bildmacht der Sprache und die Sprachkraft der Bilder. Hierbei geht es ihm um die sinnliche Erfassung und die Erfahrbarkeit unsichtbarer Prozesse.